# Elatostema poteriifolium
Elatostema poteriifolium là loài thực vật có hoa trong họ Tầm ma. Loài này được Ridl. mô tả khoa học đầu tiên năm 1916.